# Hyacinthe-Xavier Tixedor
Hyacinthe-Xavier Tixedor est un homme politique français né le 16 novembre 1744 à Prades (Pyrénées-Orientales) et décédé le 18 avril 1818 au même lieu.
Juge à la viguerie de Conflent, il est député du tiers état aux États généraux de 1789 pour la province de Roussillon. Adjoint du doyen, il prête le serment du jeu de Paume et fait partie du comité de commerce et d'agriculture. Il est le premier conseiller général des Pyrénées-Orientales sous le Consulat.

## Sources
- « Hyacinthe-Xavier Tixedor », dans Adolphe Robert et Gaston Cougny, Dictionnaire des parlementaires français, Edgar Bourloton, 1889-1891 [détail de l’édition]